# Paul Burnett
Paul Burnett (London, 12 januari 1998) is een Australisch beachvolleyballer. Hij werd in 2021 Aziatisch kampioen en won in 2022 een gouden medaille bij de Gemenebestspelen.

## Carrière
Burnett deed in 2016 met Marcus Ferguson mee aan de wereldkampioenschappen onder 19 in Larnaca en een jaar later aan de WK onder 21 in Nanjing. Daarnaast werd het tweetal in Thailand Aziatisch kampioen onder 22. Eind 2017 debuteerde Burnett aan de zijde van Joshua Court bij het toernooi van Sydney in de FIVB World Tour. De twee daaropvolgende seizoenen partnerde hij met Maximilian Guehrer. In de mondiale competitie kwamen ze bij negen toernooien tot een derde plaats in Ljubljana. Bij de Aziatische kampioenschappen in Maoming in 2019 werden ze in de achtste finale uitgeschakeld door de Iraniërs Rahman Raoufi en Abdolhamed Mirzaali. Een jaar later was de achtste finale bij de AK in Udon Thani opnieuw het eindstation voor Burnett die ditmaal met Cole Durant deelnam.
In 2021 speelde hij in de nationale competitie meerdere wedstrijden met Thomas Hodges en werd hij met Christopher McHugh in Phuket Aziatisch kampioen door het Iraanse duo Bahman Salemi en Abolhassan Khakizadeh in de finale te verslaan. Het seizoen daarop vormde hij een vast duo met McHugh. Ze behaalden in de Pro Beach Tour – de opvolger van de World Tour – onder meer een tweede (Kuşadası), een vierde (Agadir) en twee vijfde plaatsen (Tlaxcala en Doha). Bij de wereldkampioenschappen in Rome bereikte het duo de zestiende finale waar de Brazilianen André Loyola en George Wanderley in twee sets te sterk waren. Bij de Gemenebestspelen in Birmingham wonnen ze de gouden medaille ten koste van het Canadese duo Daniel Dearing en Sam Schachter.

## Palmares
Kampioenschappen
- 2017:  AK U22
- 2021:  AK
- 2022:  Gemenebestspelen

FIVB World Tour
- 2018:  1* Ljubljana
- 2022:  Kuşadası Challenge